# ناله، پاکستان
ناله (به انگلیسی: Nala) یک منطقهٔ مسکونی در پاکستان است که در خیبر پختونخوا واقع شده‌است. ناله ۱٬۶۹۴ متر بالاتر از سطح دریا واقع شده‌است.